# Pas cobert als carrers Lluís Folquet, Piques i Estudi
Pas cobert als carrers Lluís Folquet, Piques i Estudi és una obra de Tàrrega (Urgell) inclosa a l'Inventari del Patrimoni Arquitectònic de Catalunya.

## Descripció
Pas cobert situat al carrer Lluís Folquet que comunica amb el carrer de les Piques i el carrer de l'Estudi de Tàrrega. Aquest pas és totalment geomètric, ja que les seves formes són allindades en els tres costats, tant els dos murs laterals com la coberta. Els murs són fets amb carreus de pedra picats de mides totalment diferents i disposats en filades irregulars. Són lligats amb morter i estan parcialment arrebossats. D'aquest pas hem de destacar la seva coberta, la qual és embigada mitjançant troncs de fusta col·locats verticalment i horitzontalment per suportar les forces de l'edifici que se situa damunt seu.